# Mahapratisara

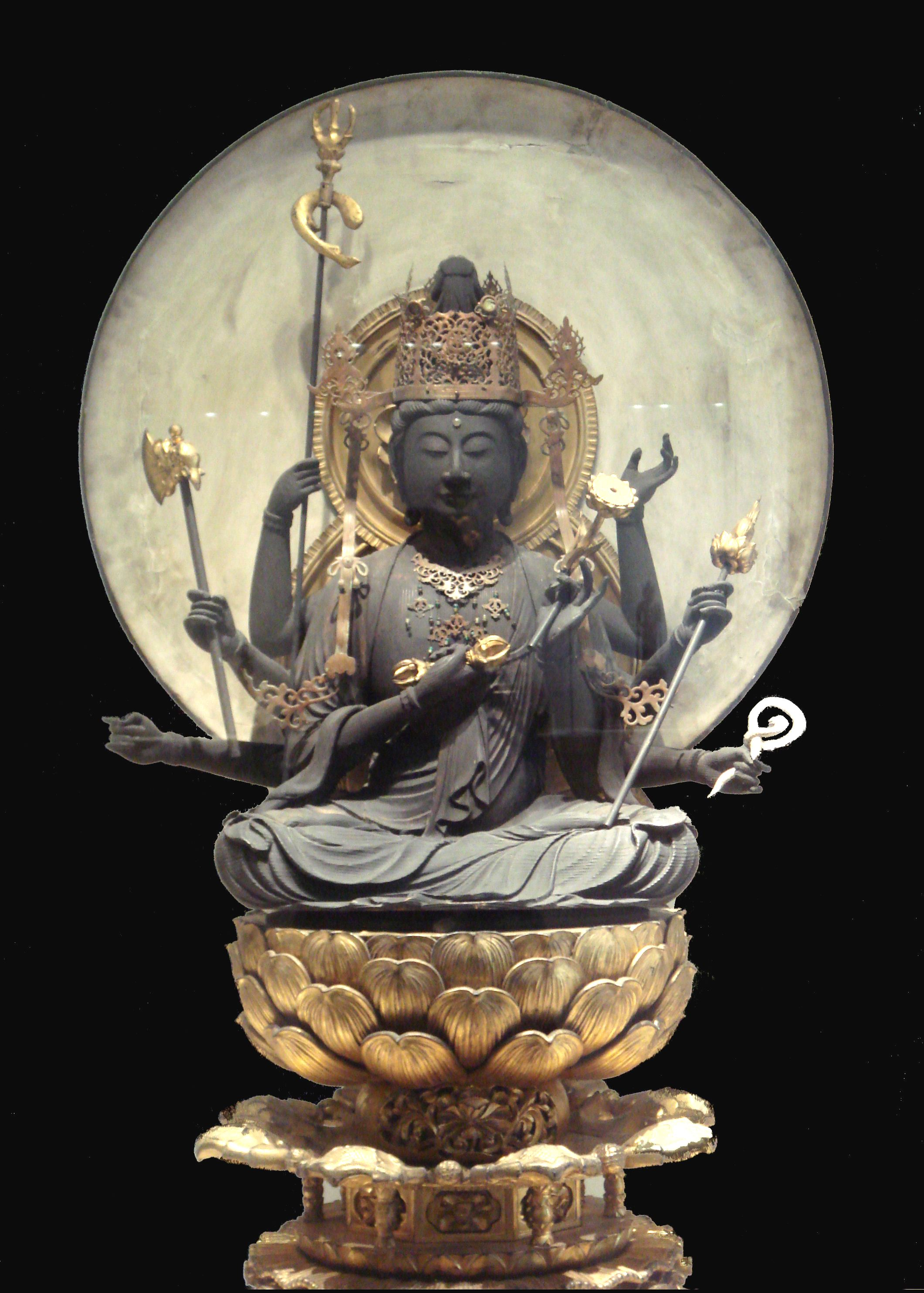
Statuia lui Mahapratisara.

Mahapratisara este un bodhisattva al budismului Mahayana. Numele ei înseamnă cea mai puternică. Se crede că prin dragostea și prin puterile ce le deține poate rupe ciclul reîncarnărilor pentru orice muritor. 
În Paradisul celest, sufletele decedaților apar în fața ei sub forma unor flori de lotus. De asemnea, uneori este prezentată ca soție a lui Vairocana.